# Sphalmium racemosum
Sphalmium racemosum är en tvåhjärtbladig växtart som först beskrevs av Cyril Tenison White, och fick sitt nu gällande namn av B.G. Briggs, B.P.M.Hyland & L.A.S. Johnson. Sphalmium racemosum ingår i släktet Sphalmium och familjen Proteaceae. Inga underarter finns listade i Catalogue of Life.